# Taylorcraft B
El Taylorcraft B fue un monoplano de aviación general estadounidense, ligero, monomotor, de ala alta y con dos asientos en configuración lado a lado, que fue construido por la Taylorcraft Aviation Corporation de Alliance (Ohio).

## Diseño y desarrollo

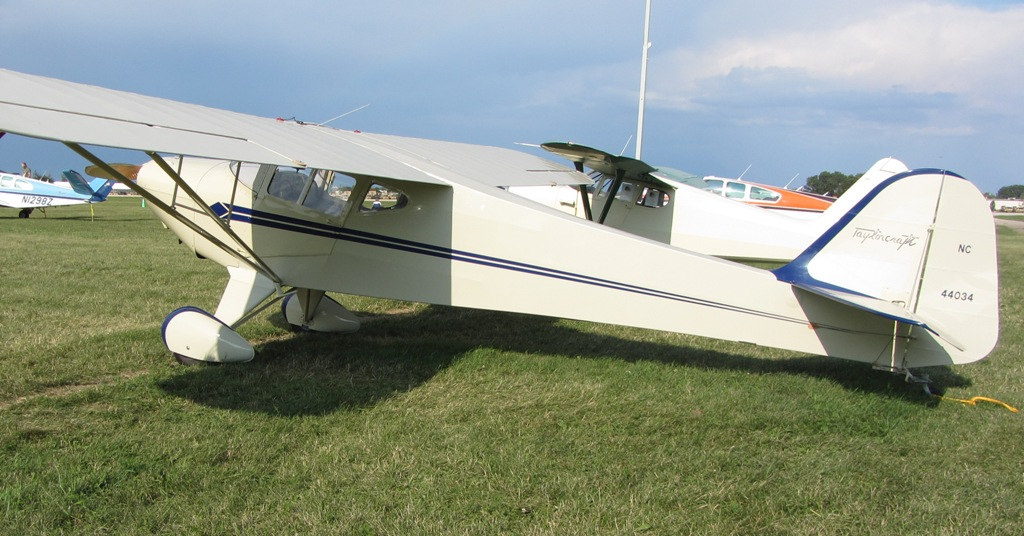
Taylorcraft BC-12-D.

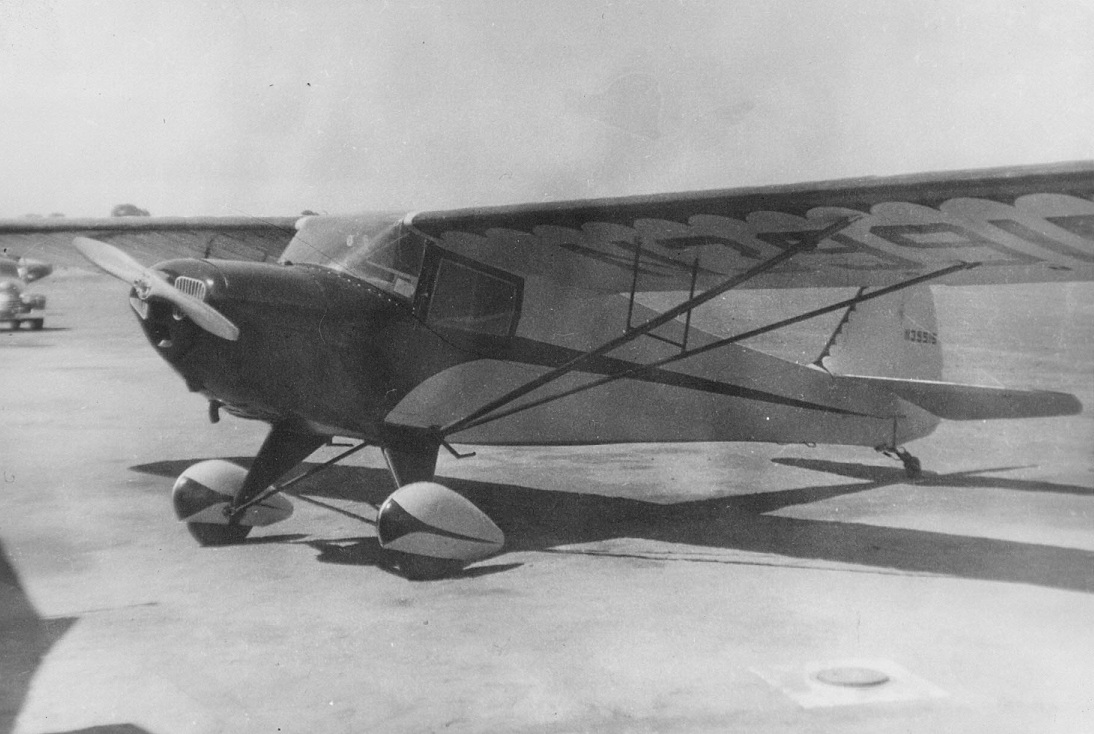
Modelo Taylorcraft BC-12-D de 1946 con tela pintada personalizada.

El Model B se construyó en grandes cantidades a finales de los años 30 y principios de los 40, y estaba disponible para su entrega desde la fábrica como avión terrestre y como hidroavión. Como muchos aviones ligeros de su época, el fuselaje está construido con tubos de acero soldados y recubierto con tela aeronáutica tratada. Las alas estaban arriostradas con puntales de tubos de acero.

## Historia operacional
El Model B fue comprado principalmente por pilotos privados. Se volaron grandes cantidades en los Estados Unidos y muchos se vendieron a propietarios en Canadá y en varios países de ultramar, incluidos los de Europa. Muchos todavía estaban activos en 2022.

## Variantes

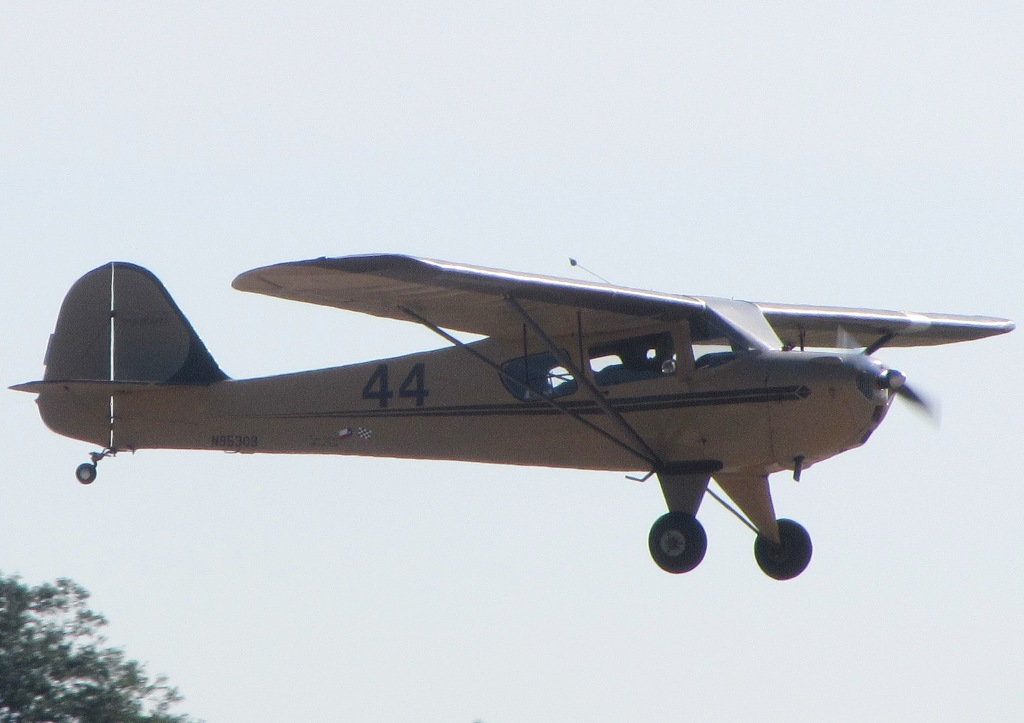
Taylorcraft BC-12-85 de 1946.

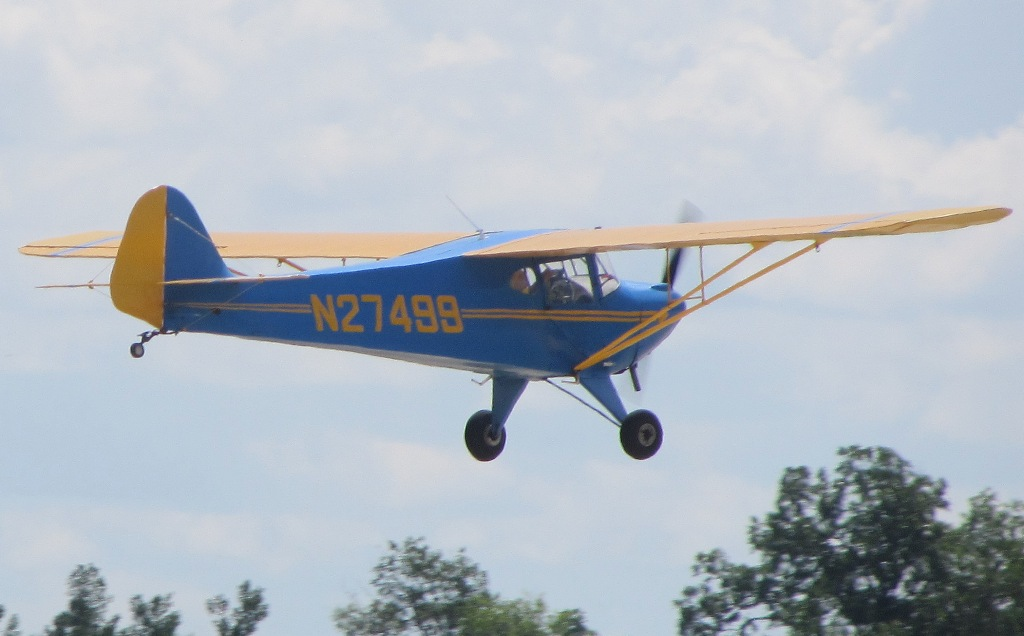
Modelo BL-65.

BC
Basado en el Model A con motor Continental A-50-1 de 50 hp y construcción del ala modificada, también conocido como BC-50. Año 1938.
BCS
Variante hidroavión del BC. Año 1939.
BC-65
Model BC con motor Continental A-65-1 de 65 hp. Año 1939.
BCS-65
Variante hidroavión del BC-65. Año 1939.
BC-12-65 (L-2H)
Como el BC-65, excepto por cambios estructurales menores y un compensador del elevador agregado y un motor Continental A-65-7. Año 1941.
BCS-12-65
Variante hidroavión del BC-12-65. Año 1941.
BC-12D Twosome
Versión de producción de posguerra del BC-12-65 con un motor Continental A-65-8 con superficie de cola alternativa, ventana alternativa de una pieza y otros cambios menores. Año 1945.
BCS-12D
Variante hidroavión del BC-12D. Año 1946.
BC-12D1
Como el BC-12D, sin puerta izquierda, ni freno de mano, ni depósito lateral derecho. Año 1946.
BCS-12D1
Variante hidroavión del BC-12D1. Año 1946.
BC-12D-85 Sportsman
Un BC-12D equipado con un motor Continental C85-8F de 85 hp y mayores potencia y peso bruto. Año 1948.
BCS-12D-85
Variante hidroavión del BC-12D-85. Año 1948.
BC-12D-4-85
Un BC-12D-85 equipado con una ventana lateral trasera adicional y un motor Continental C85-12F. Año 1949.
BCS-12D-4-85
Variante hidroavión del BC-12D-4-85. Año 1949.
Model 19 Sportsman
Desarrollo del BC-12D-4-85, todavía con motor Continental C85-12F, pero con peso bruto aumentado a 1500 lb. Revivido en 1973 por la reformada Taylorcraft como F-19 Sportsman con motor Continental O-200 de 100 hp. Año 1951.
BF (L-2G)
Motor Franklin 4AC-150 de 40 hp. Año 1938.
BFS
Variante hidroavión del BF. Año 1939.
BF-60
Como el BF con un motor Franklin 4AC-171 de 60 hp. Año 1939.
BFS-60
Variante hidroavión del BF-60. Año 1939.
BF-65
Un BF con un motor Franklin 4AC-176-B2 de 65 hp, también conocido como BF-12-65 (L-2K). Año 1941.
BFS-65
Variante hidroavión del BF-65. Año 1941.
BL
Con un motor Lycoming O-145-A1 de 50 hp, también conocido como BL-50. Año 1938.
BLS
Variante hidroavión del BL. Año 1939.
BL-65 (L-2F)
Un BL con un motor Lycoming O-145-B1 de 65 hp. Año 1939.
BLS-65
Variante hidroavión del BL-65. Año 1939.
BL-12-65 (L-2J)
Un BL-65 con motor Lycoming O-145-B1, cambios estructurales menores y compensador del elevador. Año 1941.
BLS-12-65
Variante hidroavión del BL-12-65. Año 1941.

## Accidentes e incidentes
- 24 de noviembre de 2021: el youtuber estadounidense Trevor Jacob se lanzó en paracaídas desde su BL-65 mientras lo pilotaba, después de fingir un fallo de motor, lo que hizo que el avión se estrellara contra el suelo. La Administración Federal de Aviación consideró sus acciones intencionadas e imprudentes y revocó su certificado de piloto.[3]

## Especificaciones (Model 19)
Referencia datos: Plane and Pilot

### Características generales
- Tripulación: Uno (piloto)
- Capacidad: Un pasajero
- Peso vacío: 390 kg (859,6 lb)
- Peso cargado: 680 kg (1498,7 lb)
- Planta motriz: 1× motor bóxer de 4 cilindros refrigerado por aire Continental C-85.
  - Potencia: 63 kW (87 HP; 86 CV)
- Hélices: Bipala metálica
- Capacidad de combustible: 68 L

### Rendimiento
- Velocidad máxima operativa (Vno): 190 km/h (118 MPH; 103 kt)
- Velocidad crucero (Vc): 180 km/h (112 MPH; 97 kt)
- Velocidad de entrada en pérdida (Vs): 61 km/h (38 MPH; 33 kt)
- Alcance: 480 km (259 nmi; 298 mi)
- Techo de vuelo: 5200 m (17 060 ft)
- Régimen de ascenso: 3,6 m/s (709 ft/min)

## Aeronaves relacionadas

### Desarrollos relacionados
- Taylorcraft Auster

### Aeronaves similares
- Aeronca 11 Chief
- Aeronca 50 Chief
- Cessna 120 y 140
- ERCO Ercoupe
- Luscombe 8
- Piper J-3
- Piper J-4

### Secuencias de designación
- Secuencia Alfanumérica (interna de Taylorcraft): A - B - D - 15 - 16 →